# Supermarine S.6
Supermarine S.6 var ett brittiskt tävlingsflygplan designat av Reginald Joseph Mitchell för tävlingarna om Schneidertrofén.
Efter att Supermarine S.5 tagit hem segern i 1927 års tävling i Venedig fick Reginald Mitchell i uppdrag att konstruera en efterföljare som skulle försvara trofén i 1929 års tävling. För att uppnå högre hastighet behövdes en starkare motor. Den Napier Lion som Supermarines tidigare flygplan varit konstruerad runt ansågs inte kunna utvecklas mycket längre och man valde därför motorn Rolls-Royce ”R” i stället. R-motorn var inte bara dubbelt så stark som Lion-motorn, den var också längre och slankare eftersom det var en V12:a och inte en W12:a som tidigare. Den högre effekten krävde mer kylning och därför byggdes likadana oljekylare som i vingarna in i flottörerna. Dessutom flyttades bränsletankarna från flygkroppen till flottörerna.
Vid första testflygningen 5 augusti 1929 lyckades piloten Augustus Orlebar inte få flygplanet att lätta från vattnet. Det enorma vridmomentet från motorn tryckte ner babords flottör under vattnet vilket hotade att kapsejsa planet. Man lyckades komma runt problemet genom att bara fylla tanken i styrbords flottör med bränsle och låta babords flottör vara tom. 
Inför Schneidertävlingen 1929 i Calshot Spit stod två stycken S.6 färdiga. Den ena blev diskvalificerad när den missade ett vändningsmärke, men den andra, som flögs av Richard Waghorn, segrade med en genomsnittsfart på 528,88 km/h. Ingen av de båda italienska Macchi M.67 kunde fullfölja loppet.
Efter tävlingen 1929 drog brittiska staten in sitt stöd. Den officiella förklaringen var att man hade uppnått de framsteg som regeringen hade förväntat sig och att vidare utveckling var onödig, men den verkliga orsaken var den kraftiga ekonomiska nedgången efter Wall Street-kraschen. Beslutet fick stark kritik och tidningen Daily Mail startade en insamling för att finansiera Storbritanniens bidrag till tävlingen 1931. En brittisk seger 1931 skulle ta hem Schneidertrofén till Storbritannien för evigt. Det var först när lady Lucy Houston personligen donerade 100 000 pund som finansieringen blev klar. Det var bara nio månader innan tävlingen skulle äga rum, så det fanns inte tid att konstruera ett helt nytt flygplan. I stället bytte man bara ut motorn mot en modernare variant av Rolls-Royce R som kunde ge 400 hk mer. Efter motorbytet betecknades flygplanen S.6B medan flygplanen med originalmotorn betecknades S.6A. Modifieringen innebar också att flottörerna förlängdes knappt en meter för att bättre balansera den något tyngre motorn och ge plats för mer bränsle.
Satsningen visade sig dock onödig; Den italienska Macchi M.C.72 inte blev klar i tid och Storbritannien kunde erövra Schneidertrofén på walk over. En vecka senare satte en S.5B världsrekord med 655,67 km/h. Schneidertrofén och den S.6B som erövrade den står utställd på London Science Museum. Macchi M.C.72 visade sig till sist vara det snabbare flygplanet och innehar än idag hastighetsrekordet för propellerdrivna sjöflygplan på 709,2 km/h.
Många av de egenskaper som gjorde S.6 till en succé återanvändes i Supermarines och Mitchell efterföljande flygplan Spitfire.